# Rabies (album)
Rabies är ett musikalbum av industrialbandet Skinny Puppy som gavs ut 1989. Det kom på CD, kassett och LP av Nettwerk Records i Kanada. i USA gavs albumet ut av Capitol Records. Det kom enbart på CD i Europa av Nettwerk. CD-utgåvan gavs åter ut 1993 av Nettwerk, för att korrigera masterfel i den ursprungliga versionen.

## Låtlista
1. "Rodent" – 5:48
2. "Hexonxonx" – 5:24
3. "Two Time Grime"  – 5:38
4. "Fascist Jock Itch" – 4:58
5. "Worlock" – 5:30
6. "Rain" – 1:26
7. "Tin Omen" – 4:36
8. "Rivers" – 4:48
9. "Choralone" – 2:43
10. "Amputate" – 3:40
11. "Spahn Dirge (Live)" – 16:23